# Gurshi Mons
Il Gurshi Mons è una struttura geologica della superficie di Venere.